# Sulayman ibn Yaqdhan al-Kalbí al-Arabí
Sulayman ibn Yaqdhan al-Kalbí al-Arabí —àrab: سليمان بن يقظان الكلبي الأعرابي, Sulaymān ibn Yaqẓān al-Kalbī al-ʿArābī—, més conegut com a Sulayman ibn Yaqdhan, Sulayman al-Arabí o simplement al-Arabí (m. 780), fou valí de Barcelona (a. 777-780). La seua nissaga va governar Barcelona uns quinze anys.
El 777 es va aliar amb el valí de Saragossa Hussayn al-Ansarí per encapçalar una revolta contra l'emir i va enviar una ambaixada a Carlemany a Paderborn tot oferint-li la submissió de tots dos. Sulayman va resistir a Saragossa el setge de la ciutat i va esperar a Carlemany, que va marxar cap a Saragossa el 778; una de les columnes de l'exèrcit va creuar pels Pirineus orientals, a la qual Sulayman s'uní al seu pas per Barcelona.
Arribats a Saragossa, Hussayn va refusar de sotmetre's a Carlemany, car sembla que no estava disposat a sotmetre's i només volia l'aliança contra Còrdova, i es va excusar en el fet que ell no havia promès la submissió ni res concret personalment i que Carlemany l'havia malinterpretat. Carlemany va acusar Sulayman d'haver-lo enganyat i va posar setge a Saragossa, però al cap d'un mes, sense perspectives de succés, Carlemany es va retirar, després de prendre com a ostatges Sulayman i altres notables àrabs del seu bàndol.
Durant la retirada l'exèrcit franc va ésser atacat pels vascons a la Navarra central, potser instigats pels fills de Sulayman, Aissó i Matruh, que l'alliberaren. Com a represàlia Carlemany va atacar Pamplona i després va continuar cap al pas de Roncesvalls, on una part del seu exèrcit va ésser aniquilat pels bascons i per tropes d'Ayxun i Matruh, el 15 d'agost del 778. Alliberat arran d'aquesta batalla, Sulayman va romandre a Saragossa mentre enviava el seu fill Matruh a governar Barcelona (amb Girona) en nom seu.
El 780 Sulayman va ésser assassinat pel seu antic aliat, el valí Hussayn al-Ansarí.